# Schloss Aistersheim

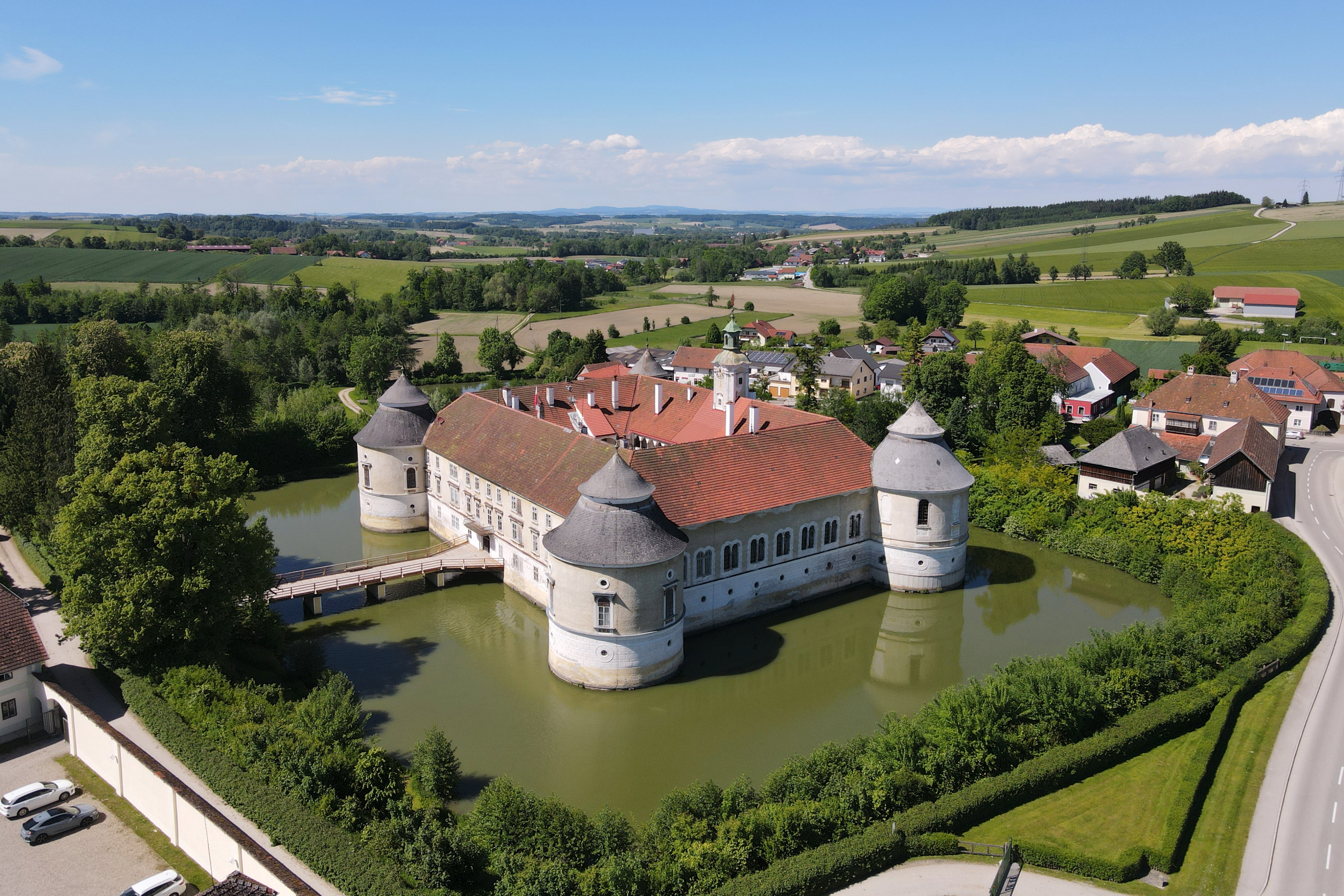
Das Schloss im aktuellen Zustand

Das Schloss Aistersheim ist ein Wasserschloss aus der Spätrenaissance im Ortskern von Aistersheim in Oberösterreich ca. 12 km südwestlich von Grieskirchen.

## Geschichte

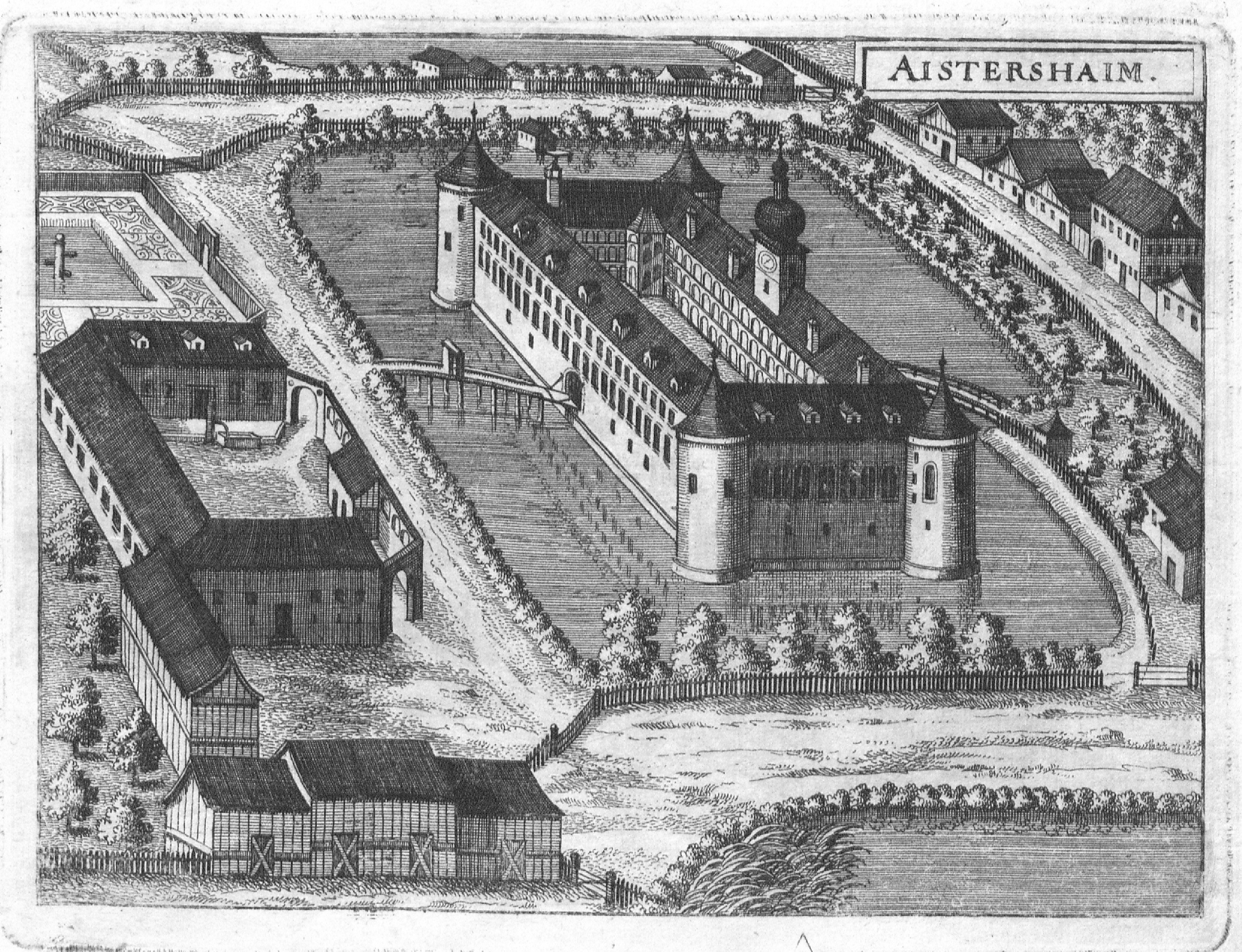
Schloss Aistersheim um 1674, Stich von Georg Matthäus Vischer

Urkundlich erwähnt wird das Wasserschloss erstmals 1159 mit Dietmar von Aistersheim, einem Ministerialen der steirischen Otakare. Die Herren von Aistersheim nannten sich auch Herren von Aist, nach ihrem Stammsitz Burg Altaist bei Ried in der Riedmark im Mühlviertel. Die damalige Burg war eine Befestigung an der damals bei Haag am Hausruck verlaufenden Grenze zu Bayern und blieb bis 1426 im Besitz der Herren von Aistersheim, die mit Heinrich von Aistersheim als letzten ihres Stammes ausstarben. 1464 kaufte Hanns von Hohenfeld die Herrschaft. Aistersheim blieb nun über 350 Jahre lang bei diesem Geschlecht. Hanns von Hohenfeld hatte die mittelalterliche Wasserburg noch keine sieben Jahre besessen, als diese in der Liechtensteiner Fehde durch die modernen Pulvergeschütze des Wolfgang von Schaunberg sturmreif geschossen, erobert und zerstört wurde. Hohenfelder musste danach mit der Burg Jochenstein entschädigt werden. Aistersheim wurde notdürftig wieder hergerichtet, aber dann in der zweiten Hälfte des 16. Jahrhunderts durch einen Neubau ersetzt. Wichtigster Bauherr des heute noch bestehenden Spätrenaissance-Schlosses dürfte der Ritterstandsverordnete Achaz von Hohenfeld gewesen sein. Um 1600 waren die Bauarbeiten abgeschlossen. Mittlerweile waren die von Hohenfeld zum Protestantismus übergetreten. Otto Achaz von Hohenfeld weigerte sich 1619 als militanter Vertreter der protestantischen Stände, Kaiser Ferdinand II. als neuen Landesfürsten die Erbhuldigung zu leisten. Daraufhin belagerten im folgenden Jahr Tillys bayrische Truppen das Schloss, das von Bauern unter dem Pfleger Wolf Kessel verteidigt wurde. Nach wenigen Tagen wurde es eingenommen. Kessel büßte seinen Widerstand mit seinem Kopf, die Bauern wurden großteils gehängt.
Im großen oberösterreichischen Bauernkrieg unter Stefan Fadinger wurde Aistersheim eines der Zentren des bäuerlichen Widerstandes. Nach Fadingers Tod diente es Achaz Wiellinger von der Au als Hauptquartier und Beutelager. Damals wurde das Herrschaftsarchiv vernichtet. Bei der anschließenden Eroberung durch den bayrischen Statthalter in Oberösterreich, Adam Graf Herberstorff, wurde das Gebäude schwer beschädigt. Danach hingen die Bauern zu Dutzenden an den Bäumen. Die Hohenfelder traten schließlich wieder zum Katholizismus über. Ihr Ritterstand wurde bestätigt und Ferdinand von Hohenfeld 1669 in den Reichsgrafenstand erhoben. Ein Brand im Jahre 1771 richtete größere Schäden an, so dass etliche Umbauarbeiten im Barockstil notwendig wurden. In der ersten Hälfte des 19. Jahrhunderts erneuerte man die Außenfassaden. Mit Feldmarschallleutnant Otto Adolf Graf Hohenfeld starb die Familie 1824 aus. Seine vier Schwestern verkauften die Herrschaft 1830 an Johann Karl Dworzak. Durch Erbschaft aus dem Nachlass von Elisabeth Dworzak gelangte das Schloss an deren Nichte Elisabeth Birnleitner (geb. Korompay). Elisabeth Birnleitner erwarb daraufhin noch weitere Anteile von Miterbinnen. Nach dem Tod von Elisabeth Birnleitner im Jahr 2011 ging das Eigentum auf ihren Ehemann und Botschafter a. D. Heinrich Birnleitner über.
Im Wormser Dom gibt es ein aufwändiges Epitaph des Domdekans Franz Carl Friedrich von Hohenfeld (1696–1757) das diesen, laut Grabinschrift, als Herrn von Aistersheim ausweist.

## Beschreibung

### Das Äußere
Die dreigeschoßige, rechteckige Anlage weist an den Ecken vier gedrungene Rundtürme auf, die stark vorspringen. Diese Türme sind mit Kegeldächern gedeckt. Das Schloss ist noch komplett von einem Teich umgeben, über den zwei Holzbrücken zu den schlichten Toren führen. Die fast zweieinhalb Meter dicken Außenmauern ruhen auf einer großen Anzahl von Holzpiloten. Das als Sockel ausgebildete Erdgeschoß ist rustiziert. Der Torturm an der dem Ort zugewandten Nordseite stammte aus dem 13. Jahrhundert. Er wurde aber später verbaut und in der Barockzeit in einen schlanken Uhr- und Glockenturm verwandelt. Der heute bevorzugte Eingang führt von den Wirtschaftsgebäuden zur Hinterfront. Über ihm befindet sich ein Balkon mit schmiedeeisernem Gitter. Der geräumige Innenhof zeigt an allen vier Fassaden Lauben- bzw. Arkadengänge, wobei die Bögen des zweiten Stocks nur halb so breit wie jene in den beiden unteren Geschoßen, aber dafür doppelt so zahlreich sind. Zwei offene Stiegenhäuser liegen sich diagonal gegenüber. Drei spitzbogige Tore stammen noch aus der gotischen Bauperiode.

### Innenräume
Das Innere des Schlosses ist vorwiegend modern eingerichtet. Bemerkenswert ist jedoch der zwei Stockwerke einnehmende Rittersaal, der sich früher über die gesamte Schmalseite des Ostflügels erstreckte. Er gilt als einer der bedeutendsten Renaissancesäle Oberösterreichs. Die italienisch geprägten Fresken in den stuckgerahmten Feldern der Decke zeigen mythologische Darstellungen. Auf zwei großen Türstöcken erkennt man die Jahreszahl 1645. Die sechs Ölbilder sind Werke des Malers Stephan Kessler aus Brixen im Thale.
Im nordöstlichen Eckturm ist die Schlosskapelle untergebracht. Unter der stuckierten Flachkuppel steht ein, von lebensgroßen Statuen geschmückter, mächtiger Altar aus dem Jahr 1658. Die übrige Einrichtung, darunter eine seltene Tragorgel, ist ebenfalls aus dem 17. Jahrhundert. In das Kaplanzimmer führt eine eindrucksvolle Renaissancetür mit Einlegearbeiten und Schnitzzierat.